# Liste des titres musicaux numéro un en Autriche en 1972
En 1972, le classement des meilleures ventes n'est pas publié. La détermination des meilleures ventes est modifiée pour un nouveau système. Le hit-parade de l'année est une estimation du journal Kurier.

## Hit-parade de l'année

### Singles
1. Les Humphries Singers : Mexico
2. Hot Butter : Popcorn
3. T. Rex : Children of the Revolution
4. Mouth & MacNeal : Hello-A
5. Slade : Mama Weer All Crazy Now
6. Alice Cooper : Elected
7. Middle of the Road : Sacramento
8. Daniel Boone (en) – Beautiful Sunday
9. T. Rex : Metal Guru
10. Mouth & MacNeal – How Do You Do?
11. Neil Diamond : Song Sung Blue
12. Arlo Guthrie : The City of New Orleans
13. Can : Spoon
14. Led Zeppelin : Rock and Roll
15. The Sweet : Wig-Wam Bam
16. The Sweet : Poppa Joe
17. Peter Alexander : Unser tägliches Brot ist die Liebe
18. Hawkwind : Silver Machine
19. The Who : Join Together
20. Neil Diamond : Play Me
21. Daliah Lavi : Meine Art, Liebe zu zeigen
22. The Rolling Stones : Let It Rock
23. The Sweet : Little Willy
24. Three Dog Night : Black & White
25. Ringo Starr : Back Off Boogaloo
26. Middle of the Road : Samson and Delilah
27. Alice Cooper : School's Out
28. Dr. Hook & the Medicine Show : Sylvia's Mother
29. Gipsy Love (de) : Just a Little Love
30. Don McLean : American Pie
31. Sammy Davis, Jr. : Candy Man
32. T. Rex : Telegram Sam
33. Judy Collins : Amazing Grace
34. Roxy Music : Virginia Plain
35. Wolfgang Ambros : Wo ist da Peppe?
36. T. Rex : Solid Gold - Easy Action
37. Wings : Mary Had a Little Lamb (Paul McCartney)
38. Tony Christie – Don't Go to Reno
39. Isaac Hayes : Theme from Shaft
40. Pegasus (de) – Hey Jean, Hey Dean